# Heliconius cinereofuscus
Heliconius cinereofuscus är en fjärilsart som beskrevs av Johann August Ephraim Goeze 1779. Heliconius cinereofuscus ingår i släktet Heliconius och familjen praktfjärilar. Inga underarter finns listade i Catalogue of Life.